# Fakó gyöngyházlepke
A fakó gyöngyházlepke (Boloria selene) a rovarok (Insecta) osztályának lepkék (Lepidoptera) rendjébe, ezen belül a tarkalepkefélék (Nymphalidae) családjába tartozó faj. Neme, a Boloria a gyöngyházlepkék parafiletikus csoportjának tagja.

## Előfordulása
Európában sokfelé tömegesen megtalálható, hiányzik azonban a Földközi-tenger környékéről és Írországból.

## Megjelenése, felépítése
Elülső szárnyának fesztávolsága 1,8–2 centiméter. A szárny felső oldala narancsbarna, a hátulsó szárnyakon a középsejtben rendszerint kerek, fekete folttal. A hátulsó szárny fonákja sárgásbarna, vörösesbarna és ezüstfoltokkal tarkított. A szegélyfoltok sárgásak is lehetnek. A hím és a nőstény nem különbözik egymástól. Elterjedési területének legészakibb részén az állatok alapszíne sötétebb, a fekete rajzolatok erőteljesebbek.

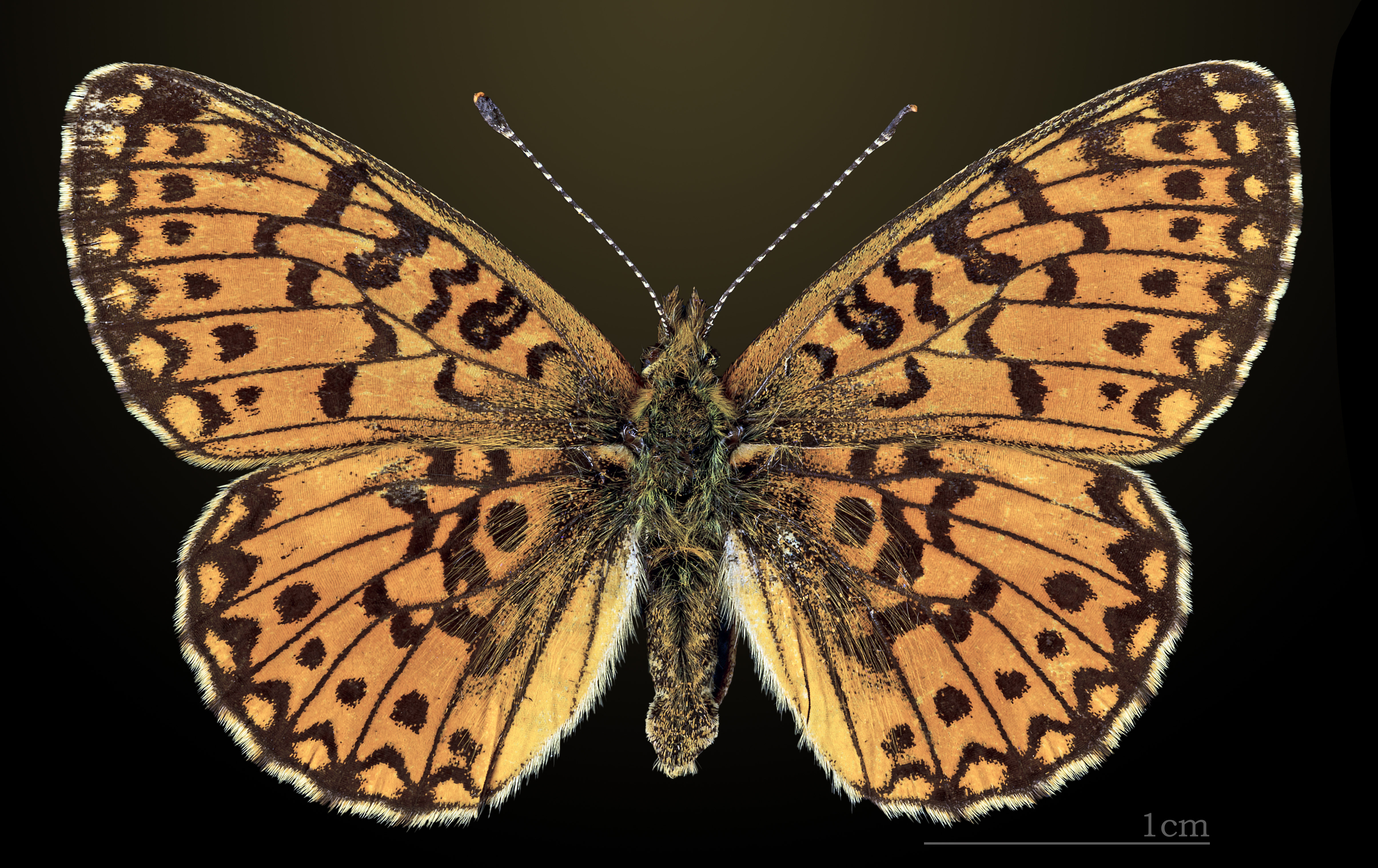
Fakó gyöngyházlepke
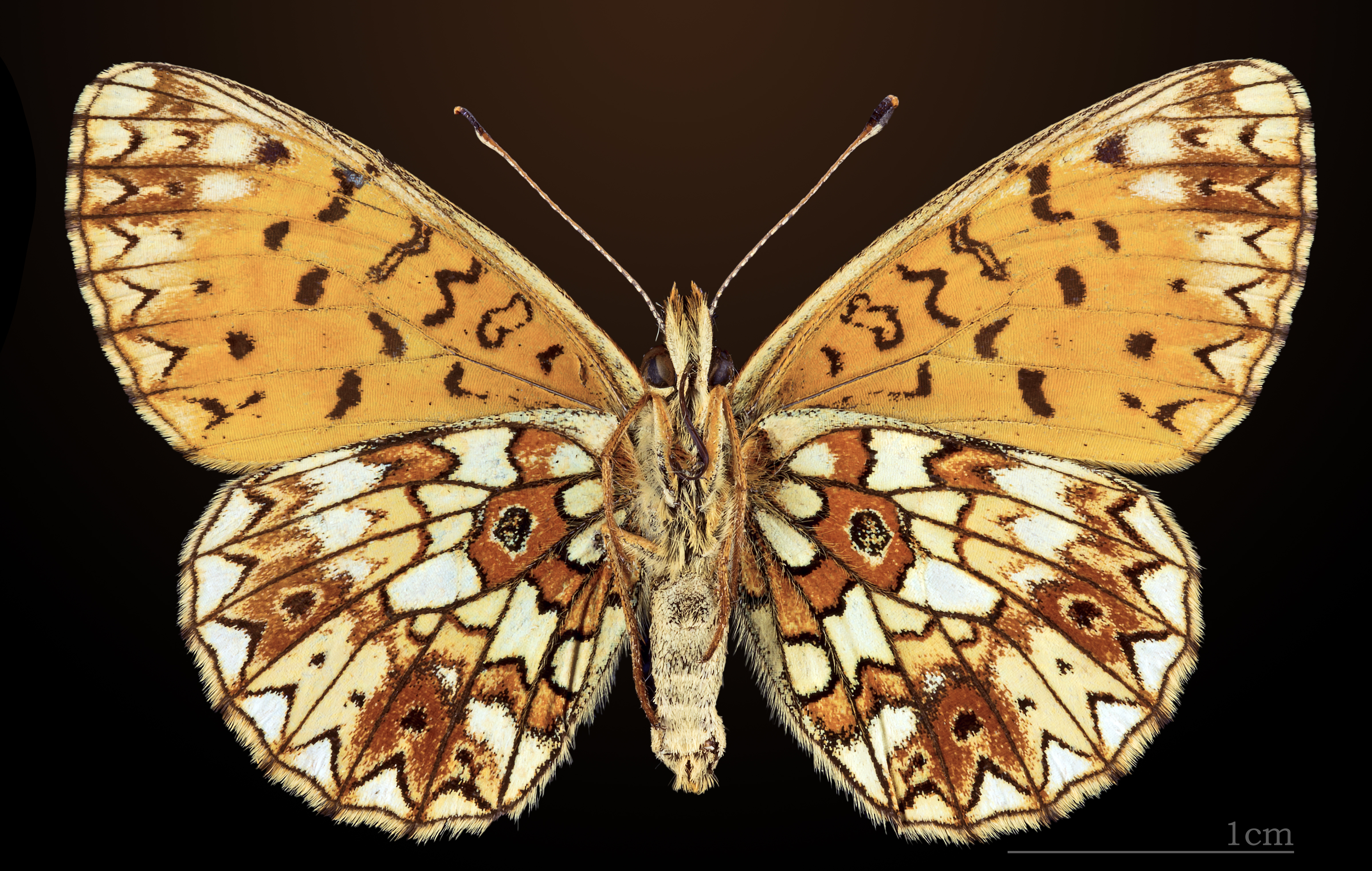
△ Fakó gyöngyházlepke

### Hasonló fajok
- Nagyon hasonlít rá az árvácska-gyöngyházlepke (Boloria euphrosyne), de a fakó gyöngyházlepke hátsó szárnyának közepén húzódó szalag és a szegélyfoltok általában ezüstszínűek (bár sárgák is lehetnek).
- Hernyója világosabb színű, mint az árvácska-gyöngyházlepkéé.

## Életmódja, élőhelye
Nedves rétek, liget- és láperdők, erdőszélek lakója. Az alföldek bozótos területeitől a hegyvidékekig, 2000 méter fölötti magasságig előfordul. Tápnövényei a sovány ibolya és a mocsári ibolya.
Évente két nemzedéke repül: az első május végétől július elejéig, a második július végétől szeptember közepéig. Az első nemzedék hernyói telelnek át.